# Kotórz Mały
Kotórz Mały (dodatkowa nazwa w j. niem. Klein Kottorz, w latach 1936-1946 Klein Kochen) – wieś w Polsce, położona w województwie opolskim, w powiecie opolskim, w gminie Turawa.
| SIMC    | Nazwa | Rodzaj    |
| ------- | ----- | --------- |
| 0504309 | Borek | część wsi |

W latach 1975–1998 wieś należała administracyjnie do ówczesnego województwa opolskiego.
W Kotorzu Małym znajduje się przystanek Kotórz Mały na linii kolejowej Opole–Kluczbork.
Wierni kościoła rzymskokatolickiego należą do parafii Kotórz Wielki.